# Conosiphon alter
Conosiphon alter är en tvåvingeart som först beskrevs av Becker 1923.  Conosiphon alter ingår i släktet Conosiphon och familjen rovflugor. Inga underarter finns listade i Catalogue of Life.